# Naucèla
Naucèla (en occità Naucèla i en francès Naucelle)) és un municipi francès situat al departament de l'Avairon i a la regió d'Occitània.

## Demografia
| 1962                                       | 1968  | 1975  | 1982  | 1990  | 1999  | 2006  |
| ------------------------------------------ | ----- | ----- | ----- | ----- | ----- | ----- |
| 1.839                                      | 1.989 | 2.157 | 2.076 | 1.929 | 1.796 | 1.944 |
| Des de 1962: població sense dobles comptes |       |       |       |       |       |       |

## Administració
| Període | Identitat  | Partit |
| ------- | ---------- | ------ |
| 2001-   | Anne Blanc |        |

## Agermanaments
- Mesa (Llenguadoc)